# Mussidan
Mussidan – miejscowość i gmina we Francji, w regionie Nowa Akwitania, w departamencie Dordogne.
Według danych na rok 1990 gminę zamieszkiwało 2985 osób, a gęstość zaludnienia wynosiła 775 osób/km² (wśród 2290 gmin Akwitanii Mussidan plasuje się na 141. miejscu pod względem liczby ludności, natomiast pod względem powierzchni na miejscu 1494.).